# ハインリヒ・ドルン
- ハインリッヒ・ドルン

ハインリヒ・ルートヴィヒ・エグモント・ドルン（Heinrich Ludwig Egmont Dorn 1804年11月14日 - 1892年1月10日）は、ドイツの指揮者、作曲家、ジャーナリスト。

## 生涯
ドルンはプロイセンのケーニヒスベルク（現在はロシアのカリーニングラード）に生まれた。その地でピアノ、歌唱法、作曲を学び、後にベルリンに赴きルートヴィヒ・ベルガー、ベルンハルト・クラインとカール・フリードリヒ・ツェルターに師事した。ドルンの最初のオペラ「Rolands Knappen」は1826年に初演され、成功を収めた。この頃、彼は「ベルリン一般音楽新報 Berliner allgemeine Muzikzeitung」の共同編集者となった。
ドルンはオペラ指揮者として知られるようになり、各地の劇場に職を得る。ケーニヒスベルク（1828年）、ライプツィヒ（1829年-1832年）、リガ（1834年-1843年）、ケルン（1844年-1848年）である。1849年に彼はヴィルヘルム・タウベルトと共にベルリン国立歌劇場の指揮者となり、1869年までその職にとどまった。
ドルンは若きシューマンに対位法を教えており、またリストの友人でもあった。ワーグナーには厳しい批判を浴びせていたが、説得された末に1855年にオペラ「タンホイザー」を指揮している。また1853年には「ニーベルンゲンの歌」に基づくオペラ「ニーベルンゲン Die Nibelungen」を書いているが、これはワーグナーが「ニーベルングの指環」を完成させる何年も前のことであった。
ドルンは1892年にベルリンで息を引き取っている。

## 著作
- Spontini in Deutschland (Leipzig, 1830)
- Aus meinem Leben (Berlin, 1870–77)
- Das provisorische Statut der Königlichen Akademie der Künste in Berlin (Berlin, 1875)

## 音楽作品
- Rolands Knappen (1826)
- Der Zauberer und das Ungetüm (1827)
- Die Bettlerin (1828)
- Abu Kara (c. 1831)
- Der Schöffe von Paris (1838)
- Das Banner von England (1841)
- Die Nibelungen (1854)
- Ein Tag in Russland (1856)
- Gewitter bei Sonnenschein (1865)
- Der Botenläufer von Pirna (1865)